# Masdevallia patriciana
Masdevallia patriciana är en orkidéart som beskrevs av Carlyle August Luer. Masdevallia patriciana ingår i släktet Masdevallia och familjen orkidéer. Inga underarter finns listade i Catalogue of Life.